# Panolis flavescens
Panolis flavescens är en fjärilsart som beskrevs av Barend J. Lempke 1940. Panolis flavescens ingår i släktet Panolis och familjen nattflyn. Inga underarter finns listade i Catalogue of Life.